# Spatula querquedula
La marzaiola o marzaiola eurasiatica  (Spatula querquedula (Linnaeus, 1758)) è un uccello della famiglia degli Anatidi.
Nel suo nome scientifico la parola usata per indicare la specie: "querquedula" è un'onomatopea e si riferisce alle emissioni vocali caratteristiche di questa specie.

## Descrizione

### Dimensioni
- Lunghezza del corpo: 37–41 cm [senza fonte]
- Lunghezza delle ali nel maschio: 18,7–21,1 cm
- Lunghezza delle ali nella femmina: 18,2–19,6 cm
- Peso del maschio: 250–600 g
- Peso della femmina: 250–550 g
- Lunghezza del becco: 3,5–4,5 cm

### Aspetto
La marzaiola nel suo abito comune si può scambiare facilmente con altre specie dello stesso genere, soprattutto con l'alzavola (Anas crecca), poiché quest'ultima ha una corporatura molto simile. Le femmine si possono riconoscere dalle femmine delle anatre di altre specie dalla striatura del capo: nella parte superiore del capo si può riconoscere una cappa di colore marrone scuro, una striscia scura che passa sopra gli occhi mentre anche la guancia è di colore leggermente più scuro rispetto al resto del corpo. Il costume di corteggiamento del maschio è molto caratteristico. Una striscia bianca passa in forma arcuata dall'occhio fino al collo. Il resto del corpo è di colore marroncino. La schiena e il petto hanno una colorazione di fondo grigia e sono piene di macchioline marroni. I fianchi bianchi sono coperti da sottili strisce grigie. Sulla schiena cadono lunghe penne da spalla a forma di lancetta che hanno un colore bianco e nero. Durante il volo si può riconoscere la penna interna di colore grigiastro e lo specchio grigio-azzurro in entrambi i sessi.

## Distribuzione e habitat
La marzaiola è ampiamente diffusa nel paleartico. Occupa quasi tutta l'Europa occidentale, sporadicamente anche l'Europa occidentale e l'Europa centrale. In Scandinavia la si può trovare sulle rive del Mar Baltico. Verso est il suo territorio di espansione si estende su una striscia ampia fino all'isola di Sachalin. Sverna in Africa, India e Asia sudorientale.
Le marzaiole depongono le uova vicino a paludi e stagni. In inverno si trattengono vicino ai laghi e nei territori fluviali alluvionali.

## Biologia

### Voce
I maschi danno di sé un caratteristico klerrb stridulo e quasi sordo. Da lontano entrambi i sessi utilizzano un richiamo nasale del tipo jäg-jäg.

### Riproduzione

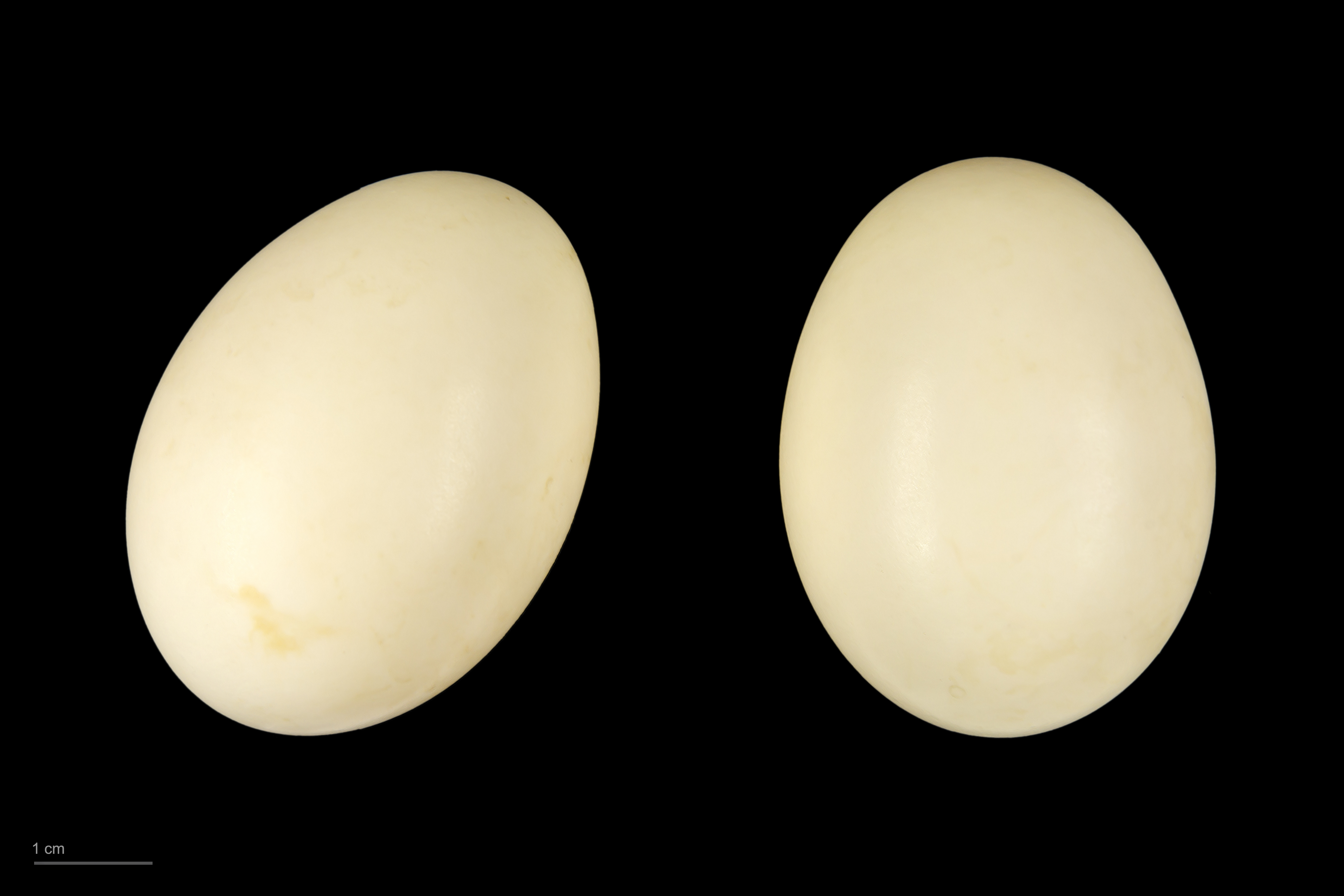
Spatula querquedula

Il nido della marzaiola consiste di un cumulo che viene ovattato con erba e piume. Viene costruito nella vegetazione folta vicino all'acqua. La femmina depone 8 - 11 uova beige, che la femmina cova per 21 - 23 giorni. Dopo 35 - 42 giorni i piccoli sono atti al volo.
Si riproduce in marzo.

### Alimentazione
Il nutrimento delle marzaiole consiste di insetti, granchi, molluschi, semi e piante acquatiche. Preferiscono tuttavia un nutrimento carnivoro. Questo viene assunto o direttamente dalla superficie o appena da sotto, poiché questi animali si tuffano solo raramente. Prendono il cibo nuotando intorno con il collo eretto in maniera simile al mestolone e nascondendo la testa in parte in acqua.

## Conservazione
IUCN ITALIA: la popolazione italiana è di ridotte dimensioni (stimata in 700-1000 individui maturi, Brichetti & Fracasso 2003) ed è in decremento (Brichetti & Fracasso 2003, BirdLife International 2004). Essa viene pertanto classificata come Vulnerabile (VU). La specie risulta in declino in gran parte dell'Europa, non è pertanto ipotizzabile una immigrazione da fuori regione che arresti il decremento nazionale (BirdLife International 2004),
La marzaiola non è in buono stato di conservazione. La specie è minacciata dal degrado dell'habitat causato dalla bonifica delle zone umide, dall'abbassamento del livello delle falde, dallo sfalcio dei prati che distruggono i nidi e dalla persecuzione da parte dell'uomo. In questo senso, l'apertura anticipata della caccia a inizio settembre mette in difficoltà quegli individui che si sono riprodotti localmente e limitano la colonizzazione naturale.
Una frequente causa di morte di questa specie è inoltre dovuta all'ingerimento del piombo dei pallini da caccia, e alla conseguente intossicazione (saturnismo). Un altro fattore potenzialmente mortale è il botulismo, responsabile di almeno 500.000 individui morti ogni anno in Russia, Ucraina, Francia e Polonia.